# لوکاس مانچینلی
لوکاس مانچینلی (انگلیسی: Lucas Mancinelli؛ زادهٔ ۶ ژوئیهٔ ۱۹۸۹) یک فوتبالیست حرفه ای آرژانتینی است که در پست هافبک برای دپورتیوو کوئنکا بازی می کند.
از باشگاه‌هایی که در آن بازی کرده‌است می‌توان به باشگاه فوتبال لانوس اشاره کرد.